# Plectrochilus wieneri
Plectrochilus wieneri är en fiskart som först beskrevs av Pellegrin, 1909.  Plectrochilus wieneri ingår i släktet Plectrochilus och familjen Trichomycteridae. IUCN kategoriserar arten globalt som livskraftig. Inga underarter finns listade i Catalogue of Life.